# Wyspy Dziewicze Stanów Zjednoczonych na Zimowych Igrzyskach Olimpijskich 1988
Reprezentacja Wysp Dziewiczych Stanów Zjednoczonych na Zimowych Igrzyskach Olimpijskich 1988 liczyła sześcioro sportowców – dwie kobiety i czterech mężczyzn – którzy wystąpili w trzech z dwunastu rozegranych dyscyplin. Chorążym reprezentacji była występująca w narciarstwie alpejskim Seba Johnson.
Komitet Olimpijski Wysp Dziewiczych Stanów Zjednoczonych, powstały w 1967 roku i uznany przez MKOl w tym samym roku, po raz pierwszy wysłał zawodników na zimowe igrzyska w 1988 roku. Igrzyska w Calgary były zatem debiutem reprezentantów Wysp Dziewiczych Stanów Zjednoczonych.
Reprezentacja ta, w inauguracyjnym występie nie zdobyła żadnego medalu; najwyżej sklasyfikowanym reprezentantem tego terytorium była saneczkarka Anne Abernathy, która zajęła 16. miejsce w jedynkach.
Wszyscy zawodnicy debiutowali na zimowych igrzyskach olimpijskich, gdyż był to pierwszy w historii start tej reprezentacji na tego typu imprezie. Najmłodszą reprezentantką Wysp Dziewiczych Stanów Zjednoczonych była zaledwie czternastoletnia narciarka alpejska Seba Johnson, najstarszym zaś pięćdziesięciodwuletni bobsleista Harvey Hook, który był jednocześnie najstarszym zawodnikiem całych igrzysk.
Oprócz sześciu sportowców, w skład delegacji weszło sześciu delegatów i członków Krajowego Komitetu Olimpijskiego a także trzech trenerów. Do Calgary pojechało też trzech rezerwowych bobsleistów.

## Delegacja
Oprócz sportowców, do Kanady pojechało trzech trenerów, trzech lekarzy, dwóch przedstawicieli Krajowego Komitetu Olimpijskiego i jedna inna osoba. 
Na igrzyska wybrano trzech trenerów. Jon Copper był trenerem narciarstwa alpejskiego, a David Burton i Brian Grant trenowali bobsleistów. Wśród delegacji, znalazła się także Cathleen Sharpless, która była delegatką drużyny bobslejowej. Wśród trojga lekarzy znaleźli się William Meyer, Judith Reeve i Suzanne Johnson.
Przedstawicielami Krajowego Komitetu Olimpijskiego (The Virgin Islands Olympic Committee) był ówczesny sekretarz generalny Hans Lawaetz (w przyszłości był przewodniczącym tego organu), a także Claire C. Foster – przewodnicząca misji olimpijskiej tego terytorium.

## Statystyki według dyscyplin
Spośród dwunastu dyscyplin sportowych, które Międzynarodowy Komitet Olimpijski włączył do kalendarza igrzysk, reprezentacja Wysp Dziewiczych Stanów Zjednoczonych wzięła udział w trzech. Najliczniejszą reprezentację kraj ten wystawił w bobslejach, gdzie wystąpiło czterech zawodników.
| Lp      | Sport                 | Mężczyźni | Kobiety | Łącznie |
| ------- | --------------------- | --------- | ------- | ------- |
| 1       | Bobsleje              | 4         | –       | 4       |
| 2       | Narciarstwo alpejskie | 0         | 1       | 1       |
| 3       | Saneczkarstwo         | 0         | 1       | 1       |
| Łącznie | Łącznie               | 4         | 2       | 6       |

## Dyscypliny

### Bobsleje
Wyspy Dziewicze Stanów Zjednoczonych w zawodach bobslejowych reprezentowało czterech zawodników; wystartowali oni jedynie w dwójkach, w których startowali podzieleni na dwie pary. 

#### Przed startem na igrzyskach
Pierwszym olimpijczykiem, którego zainteresował sport bobslejowy był John Foster, zamożny biznesmen urodzony w 1938 roku w Wielkiej Brytanii. Na terytorium Wysp Dziewiczych przeniósł się w 1961 roku. Od początku kariery startował w zawodach żeglarskich, jednak z każdym startem na letnich igrzyskach olimpijskich, bobsleje interesowały go coraz bardziej. W 1980 roku, inny przyszły bobsleista Harvey Hook, przeniósł się na wyspy z metropolitarnej części Stanów Zjednoczonych. Obydwoje poznali się w jednym z zakładów pracy zajmujących się budową i sprzedażą domów i łodzi wyścigowych. W późniejszych latach spotkali się także z kierowcą wyścigowym Chrisem Sharplessem. 
Pomysł wzięcia udziału w bobslejach na zimowych igrzyskach w Calgary zrodził się u Fostera i Sharplessa, którzy kilka lat przed igrzyskami wybrali się do Lake Placid, aby przeprowadzić kurs pt.: Wprowadzenie w bobsleje. Zapoznali także pozostałych członków ekipy (w gronie zawodników przygotowujących się do igrzysk znalazł się także syn Harveya – David – a także John Reeve – inny zamożny biznesmen, który również urodził się w latach 30. XX wieku w Wielkiej Brytanii a w latach 60. – podobnie jak Foster – przeniósł się na terytorium Wysp Dziewiczych Stanów Zjednoczonych) i na osiemnaście miesięcy przed igrzyskami rozpoczęli pierwsze treningi. Pojechali oni do Innsbrucka (Austria), aby zdobyć licencję do prowadzenia bobslejów. Międzynarodowa Federacja Bobsleja i Toboganu postanowiła ich wesprzeć finansując im dwa bobsleje o wartości 10 000 dolarów każdy, zaś przyszli bobsleiści zakupili dla siebie drobniejszy sprzęt m.in. kaski ochronne. 

#### Wyniki
Wszyscy zawodnicy, którzy wystartowali w zawodach oficjalnych, byli w dosyć zaawansowanym wieku, średnia tego czynnika wyniosła nieco ponad 48 lat i dwa miesiące; najmłodszy bobsleista Wysp Dziewiczych Stanów Zjednoczonych miał ukończone 42 lata.
Do Calgary pojechało również trzech rezerwowych bobsleistów, jeden z nich (John Foster, Jr), miał już za sobą starty w żeglarstwie na letnich igrzyskach olimpijskich. Dwóch innych, tj. David Hook (syn Harveya Hooka) i William Beer, było również rezerwowymi, jednak nigdy nie wystąpili w głównych zmaganiach olimpijskich. 
Do rozegranych w dniach 20–21 lutego zawodów dwójek, Amerykanie z Wysp Dziewiczych wystawili dwie załogi. Pierwsza osada w składzie John Reeve i John Foster, plasowała się na miejscach 38–40–39–37, co dało im ostatecznie ostatnią, 38. pozycję wśród osad sklasyfikowanych. Natomiast druga osada (Harvey Hook i Chris Sharpless) zajęła ostatecznie 35. miejsce (37–39–36–34). Zwyciężyła reprezentująca ZSRR dwójka Jānis Ķipurs i Władimir Kozłow.
| Wydarzenie | Załoga | Zawodnicy                   | Wyniki   | Czas łączny | 1. pomiar | 2. pomiar | 3. pomiar | 4. pomiar | 1. międ. | 2. międ. | 3. międ. | 4. międ. | Miejsce | Źródło |
| ---------- | ------ | --------------------------- | -------- | ----------- | --------- | --------- | --------- | --------- | -------- | -------- | -------- | -------- | ------- | ------ |
| Dwójki     | ISV-1  | John Reeve John Foster      | 1. ślizg | 1:01,11     | 6,29      | 28,15     | 37,73     | 50,83     | 21,86    | 9,58     | 13,10    | 10,28    | 38.     | [ 13 ] |
| Dwójki     | ISV-1  | John Reeve John Foster      | 2. ślizg | 1:03,06     | 6,61      | 29,36     | 39,24     | 52,54     | 22,75    | 9,88     | 13,30    | 10,52    | 40.     | [ 14 ] |
| Dwójki     | ISV-1  | John Reeve John Foster      | 3. ślizg | 1:04,14     | 6,47      | 29,04     | 39,03     | 53,00     | 22,57    | 9,99     | 13,97    | 11,14    | 39.     | [ 15 ] |
| Dwójki     | ISV-1  | John Reeve John Foster      | 4. ślizg | 1:02,70     | 6,51      | 28,88     | 38,51     | 51,89     | 22,37    | 9,63     | 13,38    | 10,81    | 37.     | [ 15 ] |
| Dwójki     | ISV-1  | John Reeve John Foster      | Łącznie  | 4:11,01     |           |           |           |           |          |          |          |          | 38.     | [ 11 ] |
| Dwójki     | ISV-2  | Harvey Hook Chris Sharpless | 1. ślizg | 1:01,05     | 6,51      | 28,60     | 38,10     | 50,93     | 2,09     | 9,50     | 12,83    | 10,12    | 37.     | [ 13 ] |
| Dwójki     | ISV-2  | Harvey Hook Chris Sharpless | 2. ślizg | 1:02,70     | 6,74      | 29,32     | 3,00      | 52,19     | 22,58    | 9,68     | 13,19    | 10,51    | 39.     | [ 14 ] |
| Dwójki     | ISV-2  | Harvey Hook Chris Sharpless | 3. ślizg | 1:03,42     | 6,27      | 28,96     | 38,83     | 52,46     | 22,69    | 9,87     | 13,63    | 10,96    | 36.     | [ 15 ] |
| Dwójki     | ISV-2  | Harvey Hook Chris Sharpless | 4. ślizg | 1:01,92     | 6,40      | 28,85     | 38,48     | 51,50     | 22,45    | 9,63     | 13,02    | 10,42    | 34.     | [ 15 ] |
| Dwójki     | ISV-2  | Harvey Hook Chris Sharpless | Łącznie  | 4:09,09     |           |           |           |           |          |          |          |          | 35.     | [ 11 ] |

### Narciarstwo alpejskie
W narciarstwie alpejskim, Wyspy Dziewicze Stanów Zjednoczonych reprezentowała jedna zawodniczka – Seba Johnson – która wystąpiła w dwóch konkurencjach.
22 lutego wystartowała w supergigancie, w którym jednak została zdyskwalifikowana (zwyciężyła Sigrid Wolf).
24 lutego, wystąpiła w kolejnej konkurencji – slalomie gigancie. Uzyskawszy czas 1:19,27 w pierwszym przejeździe, została sklasyfikowana na 44. miejscu. W drugim, uzyskała dużo gorszy czas (1:29,94), który dał jej 28. wynik przejazdu; w łącznej klasyfikacji uplasowała się jednak na 28. miejscu, gdyż wiele zawodniczek nie ukończyło pierwszego, a inne nie ukończyły drugiego przejazdu. Zwyciężczynią okazała się Vreni Schneider.
Czternastoletnia wówczas narciarka alpejska, przeszła również do historii jako pierwsza Afroamerykanka, która wystąpiła w narciarstwie alpejskim na zimowych igrzyskach olimpijskich.
Kobiety
- Seba Johnson

| Wydarzenie    | Zawodnik     | Zjazd 1. | Msc. 1. | Zjazd 2. | Msc. 2. | Suma    | Miejsce | Źródło |
| ------------- | ------------ | -------- | ------- | -------- | ------- | ------- | ------- | ------ |
| Supergigant   | Seba Johnson | DSQ      | DSQ     | DSQ      | DSQ     | DSQ     | DSQ     | [ 17 ] |
| Slalom gigant | Seba Johnson | 1:19,27  | 44.     | 1:29,94  | 28.     | 2:49,21 | 28.     | [ 19 ] |

### Saneczkarstwo

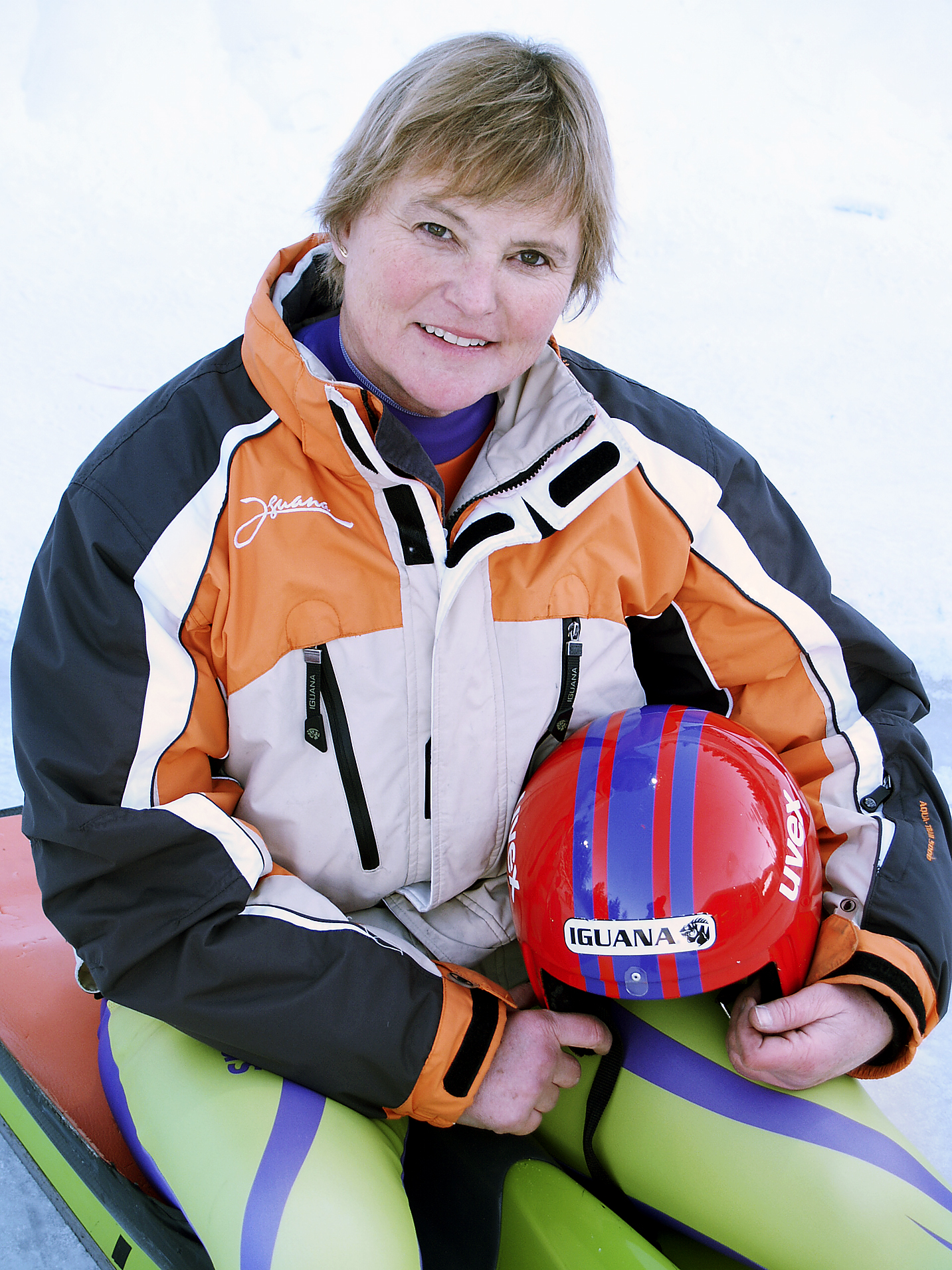
Anne Abernathy w styczniu 2006 roku

Jedyną reprezentantką Wysp Dziewiczych była Anne Abernathy, która wystartowała w jednej konkurencji – jedynkach. 

#### Przed igrzyskami
Anne Abernathy urodziła się w 1953 roku w metropolitarnej części Stanów Zjednoczonych. Saneczkarstwo zaczęła uprawiać stosunkowo późno, bo w wieku 29 lat. Była piosenkarką, jednak w 1980 roku wybrała się na wycieczkę narciarską ze znajomymi do Lake Placid, gdzie w tym samym roku były rozgrywane zimowe igrzyska olimpijskie. Udali się oni m.in. na tor bobslejowy. Wkrótce Abernathy stwierdziła, że chciałaby uprawiać ten sport. Porzuciła karierę artystyczną (na dwa następne lata miała już zarezerwowane występy) i w 1982 roku rozpoczęła pierwsze treningi. Przed jej pierwszym olimpijskim występem, zdiagnozowano u niej jedną z chorób nowotworowych zaliczanych do chłoniaków nieziarniczych, jednak mimo to nie zrezygnowała z uprawiania saneczkarstwa. Fakt ten był ukrywany aż do 1998 roku do igrzysk w Nagano, kiedy o jej chorobie napisano w gazecie The Washington Post.

#### Wyniki
Zawody odbyły się 18 lutego. Abernathy we wszystkich czterech przejazdach klasyfikowana była w drugiej dziesiątce (15-16-17-16). Najlepszy czas uzyskała w czwartym ślizgu (47.073), zaś najgorszy w trzecim (47.742). W łącznej klasyfikacji zajęła 16. miejsce; zwyciężyła Steffi Martin z NRD.
| Wydarzenie | Zawodniczka    | Wyniki   | Czas łączny | 1. pomiar | 2. pomiar | 3. pomiar | 1. międ. | 2. międ. | 3. międ. | Miejsce | Źródło |
| ---------- | -------------- | -------- | ----------- | --------- | --------- | --------- | -------- | -------- | -------- | ------- | ------ |
| Jedynki    | Anne Abernathy | 1. ślizg | 47,106      | 8,370     | 21,173    | 36,028    | 12,803   | 14,855   | 11,078   | 15.     | [ 26 ] |
| Jedynki    | Anne Abernathy | 2. ślizg | 47,316      | 8,398     | 21,258    | 36,147    | 12,860   | 14,889   | 11,169   | 16.     | [ 27 ] |
| Jedynki    | Anne Abernathy | 3. ślizg | 47,742      | 8,376     | 21,199    | 36,442    | 12,823   | 15,243   | 11,300   | 17.     | [ 28 ] |
| Jedynki    | Anne Abernathy | 4. ślizg | 47,073      | 8,389     | 21,228    | 36,041    | 12,839   | 14,813   | 11,032   | 16.     | [ 29 ] |
| Jedynki    | Anne Abernathy | Łącznie  | 3:09,237    |           |           |           |          |          |          | 16.     | [ 24 ] |